# Commiphora kataf
Commiphora kataf är en tvåhjärtbladig växtart som först beskrevs av Peter Forsskål, och fick sitt nu gällande namn av Adolf Engler. Commiphora kataf ingår i släktet Commiphora och familjen Burseraceae. Inga underarter finns listade i Catalogue of Life.